# Anvers (numismàtica)

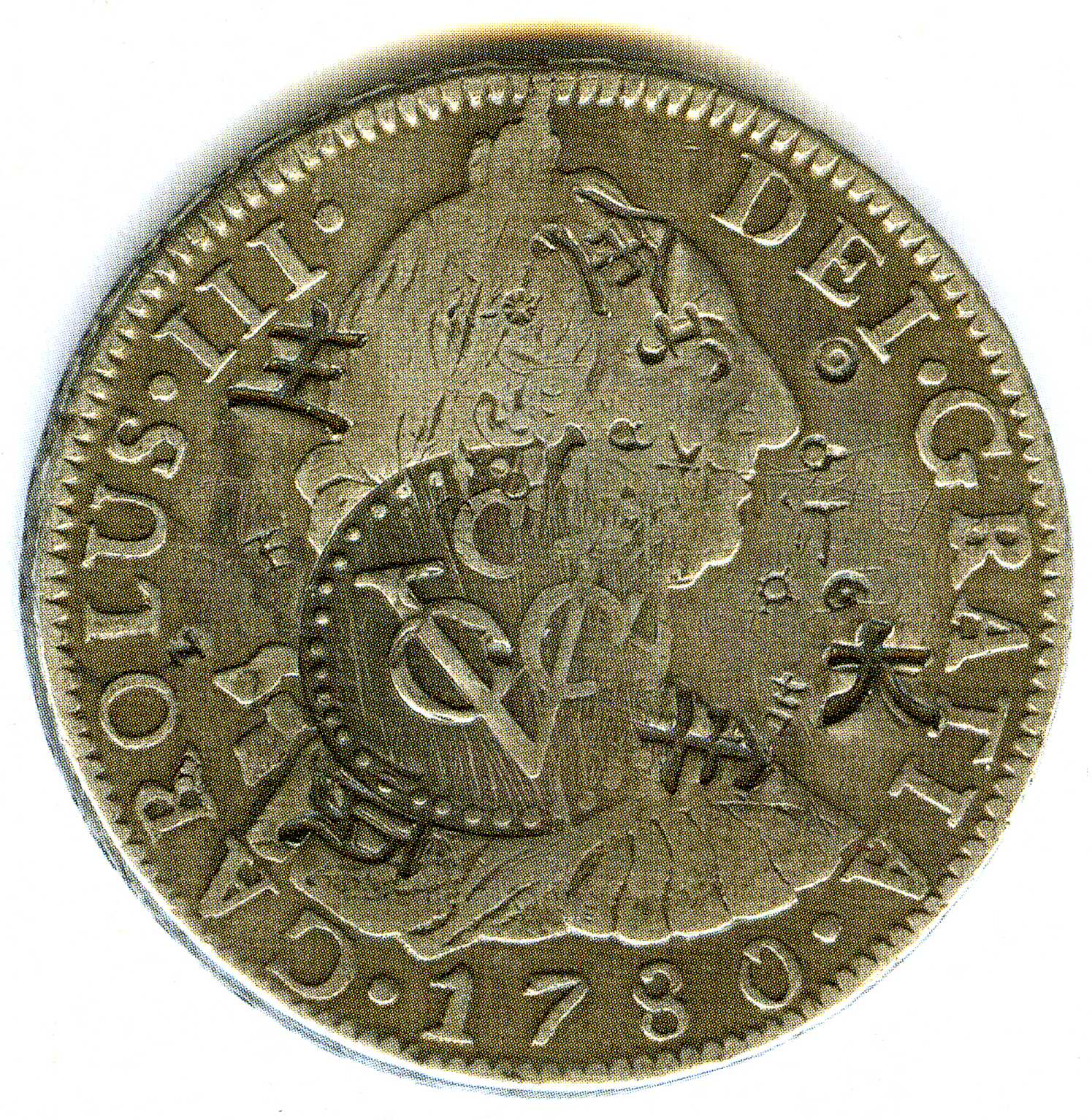
Anvers de moneda de 8 rals (plata) de Carles III amb doble segell de Ceilan i altres xinesos

En numismàtica, l'anvers és el cantó de la moneda on es troba l'efígie. El seu altre nom és el dret, o en la llengua popular, el cantó «cara». El cantó oposat de l'anvers és el revers.
L'anvers presenta tot sovint un símbol de l'autoritat que encunya la moneda: bust o efígie del rei, príncep, persona, divisa o al·legoria. L'anvers de les monedes modernes és, de vegades, personalitzat per un mateix revers. És el cas de les monedes commemoratives o les monedes d'euro, les cares dels quals són propis de cada país emissor.